# Інститут права та психології
Інститут права, психології та інноваційної освіти (ІППО) Національного університету "Львівська політехніка" — інститут має потужний науково-педагогічний склад, зусилля якого спрямовані на підготовку національно свідомих, кваліфікованих фахівців для діяльності в органах державної влади та управління.

## Історія
Інститут права та психології (ІНПП) створено в лютому 2011 р. в результаті реорганізації юридичного факультету Інституту новітніх технологій та підприємництва ім. В. Чорновола та приєднання кафедри педагогіки, психології та права Інституту гуманітарних та соціальних наук Національного університету "Львівська політехніка".
Кадровий потенціал новоствореного Інституту становить понад 110 осіб, з-поміж них 16 докторів наук, професорів, понад 50 кандидатів наук, доцентів.
Концептуальна "ніша" ІНПП в середовищі інших навчальних закладів Львівської області, що готують кадри юристів, журналістів, психологів для обслуговування потреб народного господарства − організації промислового виробництва, постачання, будівництва господарських та житлових споруд, зовнішнього та внутрішнього товарообігу, вирішення трудових спорів тощо (господарське право, адміністративне право, міжнародне торговельне право, різного роду експертизи, психологія управлінської діяльності, профорієнтаційні дослідження тощо).

## Кафедри
Навчання в Інституті права та психології забезпечують 7 кафедр:
- адміністративного та інформаційного права;
- історії держави і права;
- цивільного права і процесу;
- кримінального права і процесу;
- теорії та філософії права;
- психології, педагогіки та соціального управління;
- журналістики.

### Кафедра адміністративного та інформаційного права (АІП)
Кафедру створено у 2011 році. Завідувач кафедри – доктор юридичних наук, доцент Н.П. Бортник. Кафедра здійснює навчання за такими базовими напрямами: навчання студентів за напрямом "Право" ОКР "бакалавр", "спеціаліст", "магістр"; навчання аспірантів за спеціальністю 12.00.07 "Адміністративне право і процес"; "Фінансове право"; "Інформаційне право".
Наукова діяльність кафедри спрямована на розробку таких тематик: "Захист інтересів держави у сфері господарської діяльності" (д-р юрид. наук, проф. В.Л. Ортинський); "Адміністративно- правове регулювання стандартизації, метрології та сертифікації" (д-р юрид. наук, проф. О.І. Остапенко), "Адміністративно-правове регулювання інтелектуальної власності як основного елемента інноваційної діяльності у сфері наукоємних технологій" (д-р юрид. наук, доц. Н.П. Бортник, канд. юрид. наук У.М. Парпан).

На кафедрі активно залучають студентів до науково-дослідної роботи. При кафедрі функціонує гурток "Адміністративіст". Кафедра забезпечує викладання дисциплін: "Адміністративне право", "Інформаційне право", "Податкове право", "Митне право", "Бюджетне право", "Міграційне право" та ін.

### Кафедра історії держави і права (ІДП)
Завідувач кафедри – доктор юридичних наук, професор Володимир Степанович Макарчук.

Наукові інтереси викладачів кафедри: еволюція міжнародного права в XX ст.; українська національна ідея в політико-правовій думці першої половини XX ст.; репресивно-каральний апарат Радянської держави та ін.

### Кафедра цивільного права та процесу (ЦПП)
Кафедра цивільного права та процесу, враховуючи потребу у забезпеченні і реалізації прав, свобод і законних інтересів громадян в сучасних умовах та застосовуючи сучасні методики викладання правових дисциплін, здійснює підготовку бакалаврів галузі знань 0304 "Право" напряму підготовки 6.030402 "Правознавство" та магістрів спеціальності 8.03040201 "Правознавство", а також викладає багато правових дисциплін у інших інститутах Національного університету "Львівська політехніка".
При кафедрі функціонує лабораторія № 1 (юридична клініка). Основою діяльності юридичної клініки кафедри цивільного права та процесу є потреба у набутті вмінь та навичок практичної діяльності за фахом студентами за напрямом "Право" Навчально-наукового інституту права та психології, надаючи безоплатну правову допомогу соціально вразливим верствам населення.

### Кафедра кримінального права і процесу (КПП)
Кафедра кримінального права і процесу заснована 13 липня 2011 року наказом ректора національного університету "Львівська політехніка" № 108/10 та проводить підготовку фахівців за напрямом "Правознавство".
З дня заснування кафедру очолює д-р юрид. наук, доцент Гумін Олексій Михайлович.
Кафедра кримінального права та процесу здійснює підготовку студентів на денній та заочній формах навчання за спеціальністю правознавство за трьома освітньо-кваліфікаційними рівнями:
- бакалаврів (рівень базової вищої освіти);
- спеціалістів і магістрів (рівень повної вищої освіти);

Викладачі кафедри забезпечують викладання таких навчальних дисциплін: кримінальне право України, кримінологія, кримінально-виконавче право, криміналістика, кримінальний процес, судова медицина, адвокатура, організація судових і правоохоронних органів, конституційне право України.
На кафедрі викладають дисципліни професійно-практичної підготовки напряму "Кримінальне право і процес". При кафедрі активно працює студентський науковий гурток з Конституційного права України.

### Кафедра теорії та філософії права (ТФП)
Кафедральна наукова робота ґрунтується на основі комплексної наукової теми: "Філософські й теоретичні аспекти права та держави".
На кафедрі активно ведуться наукові розробки проблематики зазначеної теми, результати яких відображаються в змісті посібників, монографій, дисертаційних дослідженнях наукових статей опублікованих у провідних фахових періодичних виданнях: "Право України", "Вісник Верховного Суду України", "Вісник Конституційного Суду України", "Вісник Центральної виборчої комісії", "Митна справа", "Проблеми філософії права", "Вісник Національної академії правових наук України", "Проблеми законності", "Бюлетень Міністерства юстиції України", "Проблеми правознавства", "Держава і право" та ін.
Науково-педагогічні працівники кафедри беруть участь у підготовці та проведенні всеукраїнських та міжнародних науково- практичних конференцій, є членами спеціалізованої вченої ради із захисту кандидатських дисертацій за спеціальностями 12.00.01 "Теорія та історія держави і права"; "Історія політичних та правових учень", 12.00.07 "Адміністративне право і процес"; "Фінансове право"; "Інформаційне право".

### Кафедра психології, педагогіки та соціального управління (ППСУ)
Кафедра здійснює навчання за трьома базовими напрямами:
- психолого-педагогічне навчання студентів;
- психолого-педагогічне навчання аспірантів;
- дидактичне підвищення кваліфікації викладачів.

Науковий колектив кафедри психології, педагогіки і права зайнятий розробленням професіограм і кваліфікаційних характеристик студентів та викладачів, а також працівників інших виробничих організацій; профорієнтаційними дослідженнями в сфері освіти та в промисловості, створенням діагностико-консультаційних та експертних систем; дослідженнями, моделюванням та створенням біотехнічних систем та їх компонентів для підвищення ефективності функціонування "людського фактора" в освіти та у виробничих умовах тощо.

### Кафедра журналістики (ЖЗМК)
Студенти-журналісти поглиблено вивчають цикл професійних та практичних дисциплін: сучасну українську літературну мову за професійним спрямуванням, стилістику та редагування, вступ до спеціальності, теорію масової комунікації, технічні засоби масової комунікації, теорію і методику журналістської творчості, мас-медійне право, журналістську етику, організацію роботи в редакції та багато інших.
Маючи диплом бакалавра журналістики, випускники можуть працювати у редакціях газет, журналів, інформагентств, інтернет- ЗМІ, радіомовлення та телебачення: коректором, кореспондентом, інтерв’юером, репортером, фотокореспондентом, редактором, ведучим програми, диктором радіомовлення, телебачення, відеооператором, а також прес-секретарем у фірмах, установах, організаціях.

## Вчена рада інституту
- Ортинський Володимир Львович ( Ortynskyy Volodymyr ) - директор ІНПП, НУ "Львівська політехніка", доктор юридичних наук, професор, заслужений юрист України.
- Бортник Надія Петрівна (Bortnyk Nadiya) - заступник директора з наукової роботи, декан повної вищої освіти, завідувач кафедри адміністративного права та інформаційного права, доктор юридичних наук, доцент.
- Кизименко Леонід Дмитрович (Kizymenko Leonid) - завідувач кафедри психології, педагогіки і соціального управління, доктор біологічних наук, професор, кандидат технічних наук.

Ковальчук Олена Богданівна (Kovlchuk Olena) - доцент кафедри кримінального права і процесу, кандидат юридичних наук, заслужений юрист України.
- Макарчук Володимир Степанович (Makarchyk Volodymyr) - завідувач кафедри історії держави і права, доктор юридичних наук, професор.
- Парпан Уляна Михайлівна (Parpan Yliana) - доцент кафедри адміністративного та інформаційного права, кандидат юридичних наук.
- Поліковський Микола Федорович (Polikovsky Mykola) - доцент кафедри історії держави і права, кандидат юридичних наук.
- Романець Зоя Олексіївна (Romanets Zoya) - доцент кафедри психології педагогіки і соціального управління, кандидат психологічних наук.
- Сірант Мирослава Миколаївна (Sirant Myroslava) - доцент кафедри теорії та філософії права, кандидат юридичних наук.

## Адреса
вул. Кн. Романа 1/3, м.Львів, 79000

19-й навчальний корпус Національного університету «Львівська політехніка», кімната 304